# Jorge Thielen Armand
Jorge Thielen Armand (Caracas, 1990) es un director, guionista y productor de cine. Estudió Comunicación en la Universidad Concordia en Montreal y, junto a Rodrigo Michelangeli, fundó la productora venezolana-canadiense La Faena Films. Ha dirigido dos largometrajes, La Soledad y La Fortaleza, y el cortometraje Flor de la Mar, todos con buen recibimiento de la crítica cinematográfica mundial.
Sus películas han sido presentadas en Venecia, Róterdam, Busan, el Instituto de Arte Contemporáneo de Londres, la Bienal de Estambul, Filmfest München, BAFICI, New York Museum of Moving Image, entre otros.

## Biografía
El cine de Jorge Thielen Armand posee una mirada introspectiva, que busca dentro de él mismo esas historias que dejó en el pasado y ahora retoma, para contarnos bajo una nueva mirada. En un equilibrio entre lo autobiográfico y la ficción, el cineasta recurre a la imagen de la casa como ese punto de partida de dónde vienen muchos de sus relatos. Al tiempo, expone tangencialmente puntos críticos de la sociedad contemporánea venezolana.
Su ópera prima, La Soledad, se estrenó en el 73.er Festival Internacional de Cine de Venecia y ganó el Premio de la Crítica Francesa en el Festival Biarritz Amérique-Latine y el Premio del Público a la Mejor Película en Miami International Film Festival, seguido de otros reconocimientos en festivales alrededor del mundo. 
Su segundo largometraje, La Fortaleza, se estrenó en la Competencia Tiger del Festival Internacional de Cine de Róterdam y se ha presentado en grandes festivales de cine internacionales incluyendo Busan, Cairo, Guadalajara, Gijón, entre otros. Fue premiado en Roma, Biarritz, y Caracas. La crítica e historiadora de cine Nicole Brenez le otorgó el Premio del Jurado en el festival de Biarritz del 2020.
En 2021, Thielen Armand recibió la beca de la Guggenheim Foundation, convirtiéndose en el primer cineasta venezolano en recibir este prestigioso reconocimiento.
En 2022, Armand participó en la Residencia Bellagio de la Fundación Rockefeller con un nuevo proyecto llamado La Muerte No Tiene Dueño.

## Filmografía
| Año  | Título                  | Acreditado como | Acreditado como | Acreditado como | Acreditado como | Notas                                                        |
| Año  | Título                  | Director        | Productor       | Guionista       | Actor           | Notas                                                        |
| ---- | ----------------------- | --------------- | --------------- | --------------- | --------------- | ------------------------------------------------------------ |
| 2016 | La Soledad              | Sí              | Sí              | Sí              |                 | Ópera prima - Guion en colaboración con Rodrigo Michelangeli |
| 2020 | La Fortaleza            | Sí              | Sí              | Sí              |                 | Guion en colaboración con Rodrigo Michelangeli               |
| 2020 | El Father Como Sí Mismo |                 |                 |                 | Sí              | Documental sobre el rodaje de La Fortaleza                   |

| Año  | Título                 | Acreditado como | Acreditado como | Acreditado como | Acreditado como | Notas                             |
| Año  | Título                 | Director        | Productor       | Guionista       | Actor           | Notas                             |
| ---- | ---------------------- | --------------- | --------------- | --------------- | --------------- | --------------------------------- |
| 2014 | Ráfagas de Paz         |                 | Sí              |                 |                 | Dirigido por Rodrigo Michelangeli |
| 2015 | Flor de la Mar         | Sí              | Sí              | Sí              |                 |                                   |
| 2020 | De Memoria y Escombros |                 | Sí              |                 |                 | Dirigido por Rodrigo Michelangeli |